# شب‌زدگان
شب‌زدگان یک مجموعهٔ تلویزیونی محصول سال ۱۳۷۸ ایران به کارگردانی امیرحسین قهرایی، نویسندگی نسرین رفشا و تهیه‌کنندگی «؟» است که از شبکهٔ تهران پخش شد.

## بازیگران
- اصغر شریعتی
- امیر رفشا
- توران قادری
- جمشید مشایخی
- رامین نعمتی
- زهرا سعیدی
- سام درخشانی
- سیدشهاب روئینی
- محمود جعفری
- منوچهر بهروج
- نصرالله رادش
- نوبر قنبریان